# Nowy Chwalim
Nowy Chwalim – wieś w Polsce położona w województwie zachodniopomorskim, w powiecie szczecineckim, w gminie Barwice.

## Zabytki
- pałac[4].